# Ciclismo nos Jogos Pan-Americanos de 2007 - Perseguição por equipes masculino
A prova de perseguição por equipes masculino foi um dos eventos do ciclismo de pista nos Jogos Pan-Americanos de 2007, no Rio de Janeiro. Foi disputada no Velódromo da Barra no dia 18 de julho com 28 ciclistas de 7 países.

## Medalhistas
|  | CHI Chile                                                    |  | COL Colômbia                                             |  | VEN Venezuela                                        |
|  | Enzo Cesario Marcos Arriagada Luís Sepúlveda Gonzalo Miranda |  | Carlos Alzate Juan Pablo Forero Arles Castro Jairo Pérez |  | Thomas Gil Richard Ochoa Jaime Rivas Franklin Chacón |

## Recordes
Recordes mundial e pan-americano antes da disputa dos Jogos Pan-Americanos de 2007.
| Tipo                             | Atleta         | Tempo    | Local    | Data                 |
| -------------------------------- | -------------- | -------- | -------- | -------------------- |
|                                  | Austrália      | 3m56s610 | Atenas   | 22 de agosto de 2004 |
| Recorde dos Jogos Pan-Americanos | Estados Unidos | 4m15s956 | Winnipeg | 29 de julho de 1999  |

## Resultados

### Classificatória
| Pos. | Ciclista                                                         | CON                      | Tempo    | Velocidade  | Qual. |
| ---- | ---------------------------------------------------------------- | ------------------------ | -------- | ----------- | ----- |
| 1    | Carlos Alzate Juan Pablo Forero Arles Castro Jairo Pérez         | COL Colômbia             | 4m12s836 | 56.953 km/h | QF    |
| 2    | Enzo Cesario Marcos Arriagada Luís Sepúlveda Gonzalo Miranda     | CHI Chile                | 4m14s433 | 56.596 km/h | QF    |
| 3    | Fernando Antogna Sebastián Cancio Edgardo Simon Darío Colla      | ARG Argentina            | 4m16s885 | 56.056 km/h | QB    |
| 4    | Thomas Gil Richard Ochoa Jaime Rivas Franklin Chacón             | VEN Venezuela            | 4m18s354 | 55.737 km/h | QB    |
| 5    | Jorge Pérez Augusto Sánchez Rafael Germán Euri Vidal             | DOM República Dominicana | 4m19s646 | 55.460 km/h |       |
| 6    | Alex Arseno Hernandes Quadri Júnior Rodrigo Silva Roberson Silva | BRA Brasil               | 4m28s665 | 53.598 km/h |       |
| 7    | Bayron Guama Segundo Navarrete Jorge Montenegro Jorge Gallegos   | ECU Equador              | 4m38s801 | 51.649 km/h |       |

### Disputa pelo bronze
| Pos. | Ciclista                                                    | CON           | Tempo    | Velocidade  |
| ---- | ----------------------------------------------------------- | ------------- | -------- | ----------- |
| 3    | Thomas Gil Richard Ochoa Jaime Rivas Franklin Chacón        | VEN Venezuela | 4m16s838 | 56.066 km/h |
| 4    | Fernando Antogna Sebastián Cancio Edgardo Simon Darío Colla | ARG Argentina | 4m17s197 | 55.988 km/h |

### Final
| Pos. | Ciclista                                                     | CON          | Tempo    | Velocidade  |
| ---- | ------------------------------------------------------------ | ------------ | -------- | ----------- |
| 1    | Enzo Cesario Marcos Arriagada Luís Sepúlveda Gonzalo Miranda | CHI Chile    | 4m11s653 | 57.221 km/h |
| 2    | Carlos Alzate Juan Pablo Forero Arles Castro Jairo Pérez     | COL Colômbia | 4m12s330 | 57.068 km/h |

## Classificação final
| Pos.              | CON                      |
| ----------------- | ------------------------ |
| Medalha de ouro   | CHI Chile                |
| Medalha de prata  | COL Colômbia             |
| Medalha de bronze | VEN Venezuela            |
| 4                 | ARG Argentina            |
| 5                 | DOM República Dominicana |
| 6                 | BRA Brasil               |
| 7                 | ECU Equador              |